# Gates of Gnomeria
Albums de Andy McKee
Art of Motion
(2005) Joyland
(2010)
Gates Of Gnomeria est le quatrième album du guitariste américain Andy McKee, sorti en 2007.

## Titres
| N° | Titre                     | Durée |
| -- | ------------------------- | ----- |
| 1  | "Gates of Gnomeria"       | 5:39  |
| 2  | "I'll Be Over You" (Toto) | 3:24  |
| 3  | "7-14"                    | 3:26  |
| 4  | "A Sphere"                | 3:21  |
| 5  | "Ouray"                   | 2:21  |
| 6  | "All Laid Back and Stuff" | 2:45  |
| 7  | "Nakagawa-san"            | 4:34  |
| 8  | "Dependant Arising"       | 4:45  |
| 9  | "Venus as a Girl" (Björk) | 4:28  |
| 10 | "She"                     | 3:01  |
| 11 | "Ebon Coast"              | 5:06  |